# Ellokomotiv
Et ellokomotiv er et lokomotiv der drives af elektricitet fra typisk køreledninger eller strømskinner – alternativt batterier.

Lokomotiv drevet af en indbyggede dieselmotorer som diesel-elektriske lokomotiver benævnes ikke ellokomotiver.
Eksempler på danske ellokomotiver er Litra EA og Litra EG.